# Apache 207
Apache 207,  właśc. Volkan Yaman (ur. 23 października 1997) – niemiecki raper i piosenkarz pochodzenia tureckiego.

## Wczesne życie
Apache 207 urodził się w Ludwigshafen am Rhein, dorastał w dzielnicy Gartenstadt, gdzie mieszkał wraz z wychowującą go samotnie matką oraz bratem. Jego korzenie rodzinne sięgają tureckiej prowincji Yozgat. Grał w młodzieżowej sekcji drużyn piłkarskich Ludwigshafener SC oraz VfR Frankenthal. W 2017 roku ukończył edukację szkolną w Theodor-Heuss-Gymnasium w Ludwigshafen, zdając egzamin maturalny. Według jego menedżmentu, studiował prawoznawstwo w Mainz.

## Styl muzyczny
Styl muzyczny artysty opisać można jako mieszankę popu i ulicznego rapu, który charakteryzuje się także naprzemiennym śpiewem oraz rapowaniem. Zwrotki piosenek Apache 207 cechuje ich dynamiczność, co może przywodzić na myśl podobieństwo do takich stylów muzycznych jak house czy eurodance.

## Dyskografia
- Platte (EP, 2019)[6]
- Treppenhaus (album, 2020)
- 2sad2disco (album, 2021)[7]
- Gartenstadt (album, 2023)[8]